# شيكو (لاعب كرة قدم برازيلي)
شيكو هو لاعب كرة قدم برازيلي، ولد في 5 مايو 1995 في Taquari ‏ في البرازيل. لعب مع أتلتيكو باراناينسي.